# Jair Amador
Amador Silos est un nom portugais ; le premier nom de famille (d'usage facultatif) est Amador et le second est Silos.
Jair Amador Silos, simplement connu sous le nom de Jair, est un footballeur portugais né le 21 août 1989 à São Jorge de Arroios, au Portugal. Il évolue au poste de défenseur central au Real Saragosse.

## Biographie

### Naissance, jeunesse et formation
Né à São Jorge de Arroios à Lisbonne, Jair n'a jamais connu ses parents (qui étaient capverdiens) et se voit adopté par une famille espagnole. Il déménage ensuite à Villanueva de la Serena à Badajoz dans la Communauté autonome espagnole d'Estrémadure. Jeune diplômé de l'UD La Cruz Villanovense, il fait ses débuts en tant que senior avec le CD Hernán Cortés en 2008, en prêt du CF Villanovense.

### Carrière

#### Débuts
Jair joue rarement pour le CF Villanovense lors de la saison 2010-2011, et se voit prêté à CD Miajadas en Tercera División (quatrième division espagnole) à l'été 2011. Il reste deux ans dans l'équipe, et revient dans son club d'origine en juillet 2013, après la relégation du club en Tercera División.
Jair est un habitué des départs durant la saison 2013-2014, le club étant revenu au troisième niveau dès leur première tentative. Le 6 juillet 2015, il signe pour le Levante UD, étant affecté à la réserve, également en troisième division.

#### SD Huesca
Le 24 juin 2016, Jair signe un contrat de deux ans avec le club de deuxième division espagnole, le SD Huesca. Il fait ses débuts professionnels le 20 août, lors d'un match nul 0-0 à l'extérieur contre l'AD Alcorcón. Lors de sa première saison en tant que footballeur professionnel, Jair réussi à jouer les barrages de promotion en première division espagnole avec sa nouvelle équipe, mais sans arriver à être promu.
Lors de la saison 2017-2018, pour sa deuxième année en deuxième division du football espagnol, Jair marque son premier but professionnel, le 2 décembre 2017, en inscrivant le deuxième but de son équipe lors d'une victoire 3-1 à domicile contre le Córdoba CF. Il est titulaire incontesté pendant toute la saison, prenant part à tous les matches de championnat, et marquant un total de quatrede buts. Il obtient une promotion directe en première division espagnole avec le SD Huesca. Il s'agit d'une étape historique pour le club, car il n'avait encore jamais atteint l'élite du football espagnol, et Jair a sans aucun doute joué un rôle clé à cet égard.

#### Maccabi Tel-Aviv
Le 7 juin 2018, Jair signe un contrat de trois ans avec le Maccabi Tel-Aviv, équipe de première division israélienne. Lors de sa première saison, il aide le club à réaliser le doublé championnat-coupe, mais ne joue régulièrement que lors de sa deuxième saison, où son équipe conserve son titre en championnat.

#### Real Saragosse
Le 19 août 2020, Jair revient en Espagne et en deuxième division, après avoir accepté un accord de deux ans avec le Real Saragosse.

## Palmarès
Maccabi Tel-Aviv
- Championnat d'Israël (2) :
  - Champion : 2018-19 et 2019-20.
- Supercoupe d'Israël (1) :
  - Vainqueur : 2019
- Coupe d'Israël (1) :
  - Vainqueur : 2019.